# Art Van Damme
Art Van Damme (Norway, Michigan, 9 de abril de 1920 - 15 de fevereiro de 2010) foi um acordeonista de jazz.

## Biografia
Art teve as suas primeiras lições no instrumento aos 9 anos. Influenciado pelos discos de swing, principalmente por Benny Goodman, no fim dos anos 30 ele começou a transcrever para o acordeão os solos do clarinetista.
Apresentou-se ao lado de nomes como Ella Fitzgerald e Dizzy Gillespie.
Art foi o introdutor do acordeão no jazz e é considerado um dos maiores acordeonistas do mundo. 

## Discografia
- Cocktail Capers (Capitol, H178)
- More Cocktail Capers (Capitol, T300)
- More Cocktail Capers (Capitol, H30)0 (10")
- The Van Damme Sound (Columbia, CL-544)
- 1953 Martini Time (Columbia, CL-630)
- 1953 Martini Time (Columbia, CL-6265 (10")
- 1956 Manhattan Time (Columbia, CL-801)
- 1956 Art Van Damme & Miss Frances Bergen (Columbia, CL873
- 1956 The Art Of Van Damme (Columbia, CL-876)
- They're Playing Our Song (Columbia, CL-1227)
- Everything's Coming Up Music (Columbia, CL-1382/CS-8177)
- 1960 Accordion a la Mode (Columbia, CL-1563/CS-8363)
- 1961 Art Van Damme Swings Sweetly (Columbia, CL-1794/CS 8594)
- 1962 A Perfect Match (Columbia, CL-2013/CS-8813)
- House Party (Columbia, CL-2585)
- 1964 Septet (Columbia, CS-8992)
- 1966 With Art Van Damme in San Francisco (MPS 15073)(SABA SB 15073 ST)
- 1967 The Gentle Art of Art (MPS 15114)
- 1967 Ecstasy (MPS 15115)(SABA, SB 15115 ST)
- Music For Lovers Harmony (Columbia, HS 11239)
- Many Mood Of Art (BASF, MC 25113)
- Star Spangled Rhythm (BASF, MC 25157) (Doppelset)
- 1968 Art In The Black Forest (MPS, MPS 15172)
- 1968 Lullaby In Rhythm (MPS, MPS 15 171)
- State Of Art (MPS, 841 413 2)
- 1969 On The Road (MPS, MPS 15235)
- 1969 Art & Four Brothers (MPS, MPS 15236)
- 1970 Blue World (MPS 15277)(Pausa, PR 7027)
- 1970 Keep Going (MPS 15278)(Pausa, PR 7104)
- 1972 Squeezin' Art & Tender Flutes (MPS 15372)(Pausa, PR 7126)
- 1972 The Many Moods of Art
- 1973 Star Spangled Rhythm
- 1973 Invitation
- 1973/1979 Art van Damme with Strings (MPS 15412)
- 1983 Art Van Damme & Friends (Pausa, PR 7151)
- The Art Of Van Damme (Phillips, B 07189)
- Pa Kungliga Djurgarden (Pi, PLP 005)
- Lover Man (Pickwick, SPC 3009)
- By Request (Sonic Arts Digital, LS12)
- Art & Liza (Svenska Media AB, SMTE 5003)
- 1995 Two Originals - Keep Going/Blue World
- 1998 Van Damme Sound/Martini Time (Collectables CD)
- 1999 Once Over Lightly/Manhattan Time (Collectables CD)
- 2000 State of Art (MPS 8414132)
- 2000 Accordion à la Mode/A Perfect Match
- 2006 Swinging The Accordion On MPS (Art van Damme in San Francisco, Ecstasy, The Gentle Art Of Art, Lullaby in Rhythm, In The Black Forest, On The Road, Art And Four Brothers, Squeezing Art & Tender Flutes, Keep Going, Blue World)